# Milaan-San Remo 1928
De wielerwedstrijd Milaan-San Remo 1928 werd dat jaar verreden op 25 maart.
Het parcours van deze 21e editie was 286,5 kilometer lang. De winnaar legde de afstand af in 11u 36min 30sec, met een gemiddelde van 24,681 km/h. De Italiaan Costante Girardengo was de snelste.

## Deelnemende ploegen
| Deelnemende teams | Deelnemende teams | Deelnemende teams | Deelnemende teams |
| ----------------- | ----------------- | ----------------- | ----------------- |
| Maino-Dunlop      | Legnano-Torpedo   | Wolsit-Pirelli    | Bianchi-Pirelli   |
| Alcyon-Dunlop     | Legione Tortona   | Touring-Pirelli   |                   |

## Uitslag
| Plaats  | Naam                | Ploeg           | Tijd      |
| ------- | ------------------- | --------------- | --------- |
| Winnaar | Costante Girardengo | Maino-Dunlop    | 11u36'30" |
| 2       | Alfredo Binda       | Legnano-Torpedo | z.t.      |
| 3       | Giovanni Brunero    | Legnano-Torpedo | +2'30"    |
| 4       | Antonio Negrini     | Maino-Dunlop    | z.t.      |
| 5       | Luigi Giacobbe      | Wolsit-Pirelli  | +7'30"    |
| 6       | Pietro Chesi        | Bianchi-Pirelli | z.t.      |
| 7       | Secondo Martinetto  | Individueel     | +10'00"   |
| 8       | Pietro Bestetti     | Maino-Dunlop    | z.t.      |
| 9       | Egidio Picchiottino | Alcyon-Dunlop   | +15'30"   |
| 10      | Bartolomeo Aymo     | Alcyon-Dunlop   | +16'00"   |
| 11      | Silvio Olmo         | Individueel     | +19'30"   |
| 12      | Gaetano Martorana   | Individueel     | +19'50"   |
| 13      | Ezio Cortesia       | Individueel     | +21'30"   |
| 14      | Luigi Papeschi      | Individueel     | +22'40"   |
| 15      | Angelo Rinaldo      | Maino-Dunlop    | z.t.      |
| 16      | Rafaele Di Paco     | Individueel     | +24'30"   |
| 17      | Cesare Strapazzon   | Individueel     | +30'35"   |
| 18      | Aldo Bertoletti     | Legione Tortona | +35'30"   |
| 19      | Battista Visconti   | Legnano-Torpedo | +38'30"   |
| 20      | Alessandro Catalani | Wolsit-Pirelli  | z.t.      |

1907 · 1908 · 1909 · 1910 · 1911 · 1912 · 1913 · 1914 · 1915 · 1916 · 1917 · 1918 · 1919 · 1920 · 1921 · 1922 · 1923 · 1924 · 1925 · 1926 · 1927 · 1928 · 1929 · 1930 · 1931 · 1932 · 1933 · 1934 · 1935 · 1936 · 1937 · 1938 · 1939 · 1940 · 1941 · 1942 · 1943 · 1944 · 1945 · 1946 · 1947 · 1948 · 1949 · 1950 · 1951 · 1952 · 1953 · 1954 · 1955 · 1956 · 1957 · 1958 · 1959 · 1960 · 1961 · 1962 · 1963 · 1964 · 1965 · 1966 · 1967 · 1968 · 1969 · 1970 · 1971 · 1972 · 1973 · 1974 · 1975 · 1976 · 1977 · 1978 · 1979 · 1980 · 1981 · 1982 · 1983 · 1984 · 1985 · 1986 · 1987 · 1988 · 1989 · 1990 · 1991 · 1992 · 1993 · 1994 · 1995 · 1996 · 1997 · 1998 · 1999 · 2000 · 2001 · 2002 · 2003 · 2004 · 2005 · 2006 · 2007 · 2008 · 2009 · 2010 · 2011 · 2012 · 2013 · 2014 · 2015 · 2016 · 2017 · 2018 · 2019 · 2020 · 2021 · 2022 · 2023 · 2024 · 2025
Lijst van beklimmingen